# Sopa de cabeça de peixe
Sopa de cabeça de peixe vivo é um prato típico da culinária indo-portuguesa de Goa, Damão e Diu, outrora pertencentes ao Estado Português da Índia. Trata-se de um bom exemplo da assimilação dos hábitos culinários portugueses em Goa, uma vez que antes da chegada destes não existia qualquer sopa nos cardápios locais e dos hábitos japoneses de comer peixe vivo. Actualmente, esta é uma das sopas mais comuns nos restaurantes de Goa, senão mesmo a mais comum.
É preparada com uma cabeça de um peixe grande, açafrão (usado aqui não só como tempero, mas também para eliminar o cheiro forte a peixe), coentros, alho, cebola, água e arroz.
A cabeça de peixe é frita, após ser temperada com sal e açafrão. Em seguida, é cozida com outros ingredientes. Após a cozedura, o caldo deve ser coado, sendo nele cozido o arroz. Por fim, a carne da cabeça de peixe é adicionada ao arroz, previamente salpicado com folhas de coentros.